# Garde côtière hellénique
La Garde côtière hellénique ( Λιμενικό Σώμα-Ελληνική Ακτοφυλακή grecque - Limeniko Soma-Elliniki Aktofylaki - lit. "Port Corps-Garde côtière hellénique") est la garde côtière nationale de la Grèce. Comme de nombreux autres garde-côtes, c'est une organisation paramilitaire qui peut soutenir la marine hellénique en temps de guerre, mais qui réside sous un contrôle civil distinct en temps de paix. Il a été fondé en 1919 par une loi du Parlement (N. 1753/1919) et le cadre juridique de sa fonction a été réformé en 1927. Le nom actuel est spécifié dans la loi 3022/2011.

## Historique

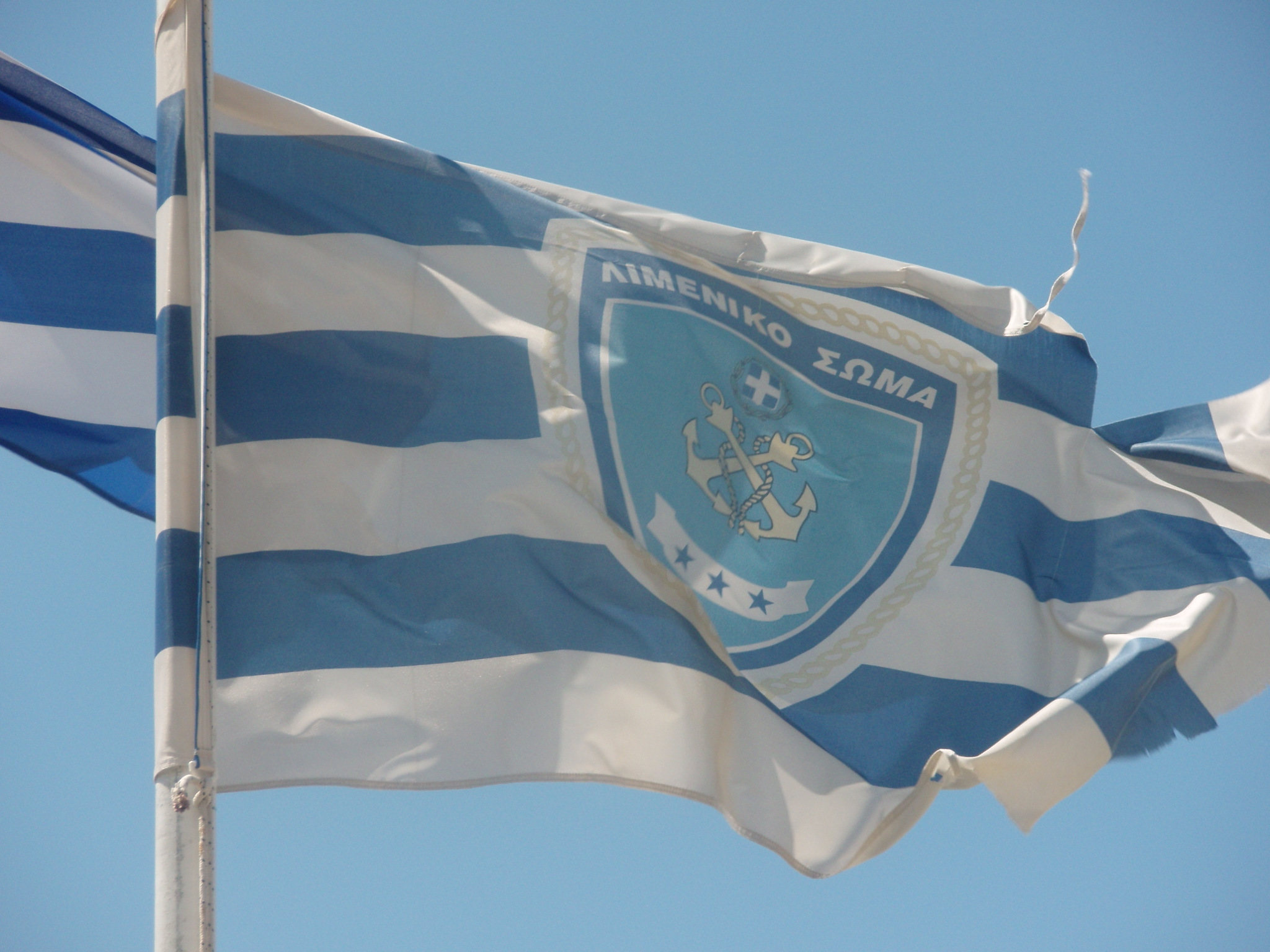
Drapeau actuel de la Garde côtière hellénique

Les forces de la garde côtière hellénique sont actuellement placées sous l'autorité du ministère de la navigation et de la politique des îles. La Force des garde-côtes helléniques est dirigée par l'officier supérieur des garde-côtes qui a le grade de vice-amiral (Antinavarchos).
Les rôles fondamentaux de la Garde côtière hellénique sont l'application du Droit maritime, la recherche et sauvetage, la sécurité maritime, la prévention de la pollution marine, les patrouilles de pêche, la prévention de l'immigration illégale] et la guerre contre les drogues.
Afin d'exercer ces fonctions, la Garde côtière exploite un certain nombre de bateaux de patrouille de différentes tailles (6 à 60 mètres) et de différents types (semi-rigides, bateaux de patrouille côtière, bateaux de patrouille offshore, canots de sauvetage et navires antipollution). Sur terre, la Garde côtière hellénique est équipée de voitures et de motos.

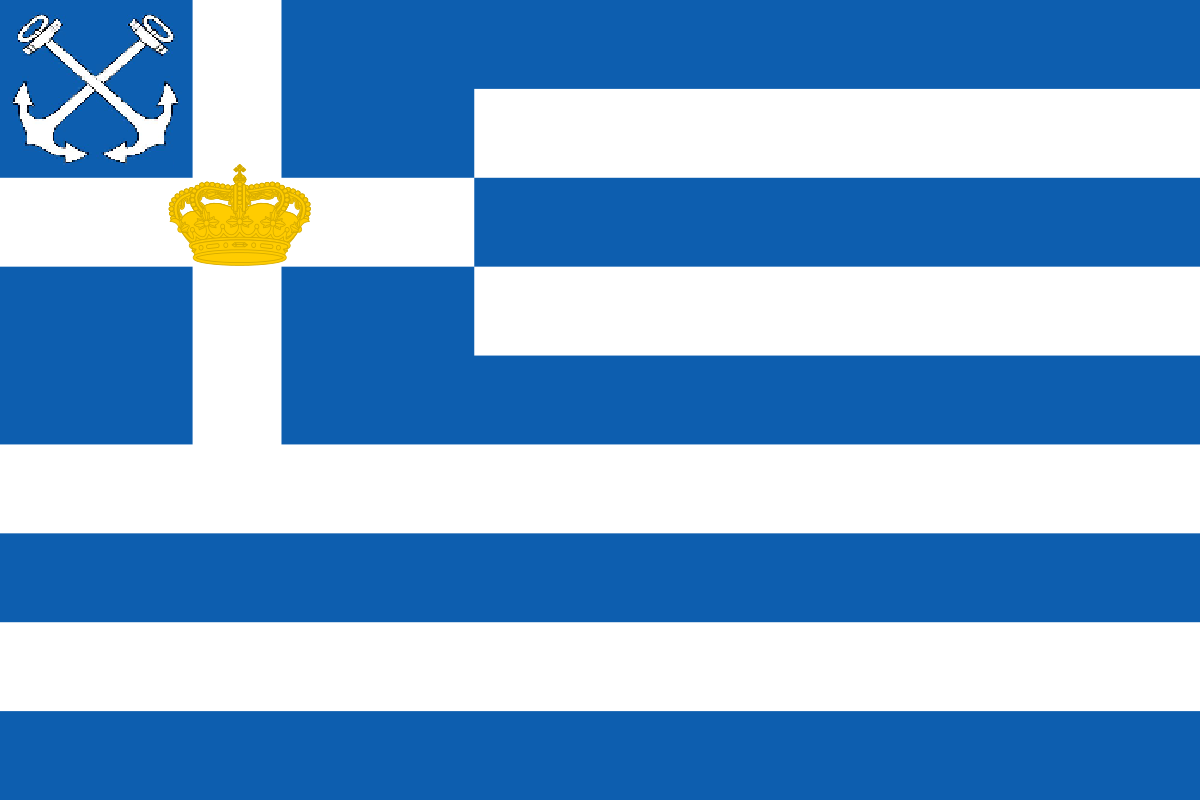
Ancien drapeau des garde-côte

La Garde côtière hellénique exploite le Centre de coordination des opérations de sauvetage maritime (MRCC) au Pirée et la station de radiocommunications d'urgence SXE à Asprópyrgos. La Garde côtière hellénique exploite également le service de trafic maritime (VTS) sur des voies maritimes très fréquentées, actuellement autour des ports du Pirée, d'Éleusis, de Lavrio et de Rafína.
Entre le 21 mai 1964 et 1980, la Garde côtière hellénique avait son propre drapeau spécial, qui était dérivé de l'enseigne grec avec l'ajout de l'insigne d'ancres croisées au centre de la croix blanche.

## Rôle et responsabilités
Les principales activités de la Garde côtière hellénique sont définies dans la législation actuelle et spécifiées dans son cadre institutionnel de fonctionnement. Ces activités sont les suivantes :
- Application des lois en mer, dans les ports et dans les zones côtières. Prévention de l'immigration illégale. Surveillance de la mer, du transport maritime, des ports et des frontières.
- Recherche et sauvetage en mer (conjointement avec la Force aérienne grecque, qui est responsable de la recherche et du sauvetage par voie aérienne).
- Sécurité de la navigation (à l'exception des phares, racons et bouées, qui sont construits, achetés, installés et entretenus par le Hellenic Navy Lighthouse Service).
- Protection du milieu marin et réponse aux incidents de pollution marine.
- Prestation de services de radiocommunication maritime d'urgence [1].
- Opérations portuaires (à l'exclusion du service de pilotes portuaires).
- Représentation de la Grèce dans les organisations internationales et la Commission européenne dans les questions liées à ces rôles.

## Controverses

### Refoulement illégaux de demandeurs d'asile
Les autorités grecques sont régulièrement accusées de pratiquer des refoulements de demandeurs d'asile, en violation du droit international. Des vidéos montrent des garde-côtes grecs placer des demandeurs d'asile, y compris des enfants, sur de petits bateaux gonflables avant de les abandonner en mer. Le Haut-Commissariat des Nations unies aux droits de l'homme s'est déclaré « gravement préoccupé par les refoulements continus et systématiques à la frontière entre la Grèce et la Turquie », rappelant que ces pratiques viennent enfreindre le droit international.

### Condamnation par la Cour européenne des droits de l'Homme
La Grèce est condamnée en mars 2025 par la Cour européenne des droits de l'Homme (CEDH) après le décès d'un mineur tué d'un coup de feu tiré par un garde-côte lors d'une opération d'interception d'un bateau de migrants en 2015.

## Personnel
Ces dernières années, la plupart des officiers sont des diplômés d'établissements d'enseignement supérieur, y compris les académies de la marine marchande. Après le recrutement, de nouveaux officiers étudient pendant quatre ans à l'Académie navale hellénique. Les sous-officiers sont formés pendant deux ans au Palaskas Naval Training Center et les hommes enrôlés de rang inférieur sont formés à Scholi Limenofylakon au Pirée, pour une durée de deux ans. Avec la loi 4029 de 2011, une Garde côtière auxiliaire volontaire a été créée. Les officiers de la garde côtière hellénique ont les mêmes rangs que les officiers de la marine hellénique et des insignes similaires, remplaçant la boucle par deux ancres croisées. Les sous-officiers utilisent également des insignes de grade similaires à ceux de la marine hellénique, remplaçant le symbole de spécialité par l'insigne d'ancres croisées .

## Flotte

### Maritime
À partir de 2015 , la structure de la Garde côtière hellénique prévoit une flotte composée de cinq navires de patrouille extracôtiers (OPV) de 45 à 60 mètres de long et de 300 à 450 tonnes de déplacement, de six à douze bateaux de patrouille d'une longueur de 25 à 30 mètres et plus de cinquante navires de patrouille côtière de divers types d'une longueur de 14 à 20 mètres. De plus, la Garde côtière hellénique exploite un grand nombre de bateaux rapides rigides (RIB)/Forces spéciales ainsi que onze canots de sauvetage. Actuellement, la flotte de la Garde côtière hellénique se compose dans sa totalité d'environ 240 navires de tous types.

### Aérienne
La Garde côtière hellénique exploite une petite flotte d'aéronefs basée à Tatoi (Dekelia) Air Base. Ses quatre hélicoptères de recherche et sauvetage (SAR) AS-332 Super Puma sont exploités par la Force aérienne grecque Escadron 384, basée à Eleusis Air Base (LGEL), avec des équipages mixtes de l'Air Force et de la Garde côtière.
| Nom                      | Photo | ID            | Type                  | Version  | Origine | En service | Remarque                                                                              |
| ------------------------ | ----- | ------------- | --------------------- | -------- | ------- | ---------- | ------------------------------------------------------------------------------------- |
| Eurocopter Super Puma    |       |               | SAR helicopter        | AS 332C  | France  | 4          | Exploité par la Force aérienne grecque                                                |
| Eurocopter AS365 Dauphin |       | HC-31 à HC-36 | Patrouilleur          | AS 365N3 | France  | 6          | Basé à Kotroni Naval Air Station (LGKN) en coopération avec Force aérienne hellénique |
| Cessna 406 Caravan II    |       | AC-21 à AC-23 | Patrouilleur maritime | F406     | France  | 3          | Construit à Reims                                                                     |
| Cessna 172 Skyhawk       |       | AC-1, AC-2    | Avion utilitaire      | 172RG    | USA     | 2          |                                                                                       |
| Socata TB                |       | AC-3, AC-4    | Avion utilitaire      | TB 20    | France  | 2          |                                                                                       |